# 水红木
水红木（学名：Viburnum cylindricum）是五福花科荚蒾属的植物。分布在尼泊尔、缅甸、泰国、中印半岛、印度以及中国大陆的广西、贵州、云南、西藏、湖南、广东、湖北、四川、甘肃等地，生长于海拔500米至3,300米的地区，多生长于阳坡疏林以及灌丛中，目前尚未由人工引种栽培。

## 异名
- Viburnum cylindricum Buch.-Ham. ex D. Don var. crassifolium (Rehd.) Schneid.
- 别名：红经果